# Giovanni Zatara
Giovanni "John" Zatara è un personaggio immaginario nell'Universo DC. Comparve per la prima volta in Action Comics vol. 1 n. 1 (giugno 1938), creato dallo scrittore e artista Fred Guardineer.

## Storia
John Zatara fu presentato come mago in varie pubblicazioni della DC Comics, cominciando in Action Comics n. 1 del 1938, che contenne anche la prima comparsa di Superman. Molto simile a Mandrake il mago, Zatara ebbe un indiano enorme come amico/guardia del corpo, di nome Tong, con cui condivise le sue prime avventure.
Così come illusionista, Zatara aveva dei poteri magici naturali (decadi dopo si scoprì e fu scritto che era un discendente degli Homo magi), a cui accedeva pronunciando le parole al contrario: poteva fare qualsiasi cosa purché la pronunciasse alla rovescia o la descrivesse in sdrawkcab hceeps ("backwards speech", dall'inglese, discorso all'indietro, al rovescio). Questo aiutò Zatara a distinguersi dai numerosi finti Mandrake che ingombravano i fumetti e i quotidiani di allora, sebbene Il Mago Merlino (Quality Comics) riusciva a tenergli testa, e gli fu dato dal suo creatore, Fred Guardineer.
Il suo amore per la magia ebbe inizio quando ricevette un kit di illusionismo da suo zio, anche lui un illusionista professionista. Anche se cominciò a imparare il mestiere da bambino, i suoi primi tentativi di esibirsi professionalmente fu un insuccesso finché non capì che aveva bisogno di lavorare con un impresario teatrale.
Le sue lezioni di magia vennero rafforzate da visite da parte dello Straniero Fantasma.
A tal fine, riportò alla luce vecchi diari di Leonardo da Vinci, che era un suo vecchio antenato. Mentre leggeva questi diari, che da Vinci scrisse al contrario perché fossero nascosti a occhi indiscreti, Zatara scoprì che la sua famiglia aveva il controllo sulla magia. Scoprì, per esempio, che quando dava a un manichino l'ordine di sollevare un braccio, poteva comandare di fermarsi ordinando lo stesso ordine pronunciandolo al rovescio.
Con questa nuova conoscenza, Zatara sviluppò uno show incredibile. Durante la prima dello spettacolo si sparse un incendio sul palco, costringendo Zatara a utilizzare il suo comando in vera magia per spegnerlo. Mentre il pubblico scambiò l'incidente come parte dello spettacolo, Zatara capì che il suo potere poteva essere utilizzato per fare del bene e salvare le persone dai potenziali pericoli durante gli spettacoli. Durante uno dei suoi viaggi si innamorò di Sindella, discendente degli homo magi, da cui ebbe la figlia Zatanna.
Alla conclusione dell'episodio American Gothic della serie Swamp Thing scritta da Alan Moore (che si collegava alla lontana a Crisi sulle Terre infinite), John Zatara, sua figlia Zatanna, John Constantine, Mento e Sargon lo Stregone si unirono per aiutare le forze divine e demoniache in una battaglia che ebbe luogo in una dimensione inferica in cui dovevano sconfiggere un'entità nota come "Bestia del Grande Male". La Bestia, che era così mostruosamente grande che il suo solo pollice ricopriva l'intero Inferno, ebbe notizia due volte dell'arrivo del gruppo. Il primo accenno condannò Sargon, che Zatanna convinse a morire come uno stregone e a non spezzare il cerchio delle mani. La seconda occhiata riscaldò Zatanna letteralmente. Zatara fece sì di ricevere su di sé tutti gli effetti possibili, morendo ma salvando la vita di sua figlia. La Bestia fu infine distrutta dall'attacco congiunto di tutti i superstiti.

### Problemi dell'aldilà
Da lì in poi ebbe sporadiche comparse dall'aldilà, inclusa la resurrezione di Mason O'Dare in Starman n. 80, e la miniserie Seven Soldiers: Zatanna. Nella miniserie Reign of Hell, Zatara fu parte di un movimento di resistenza operante all'Inferno. Fu presente in vari conflitti e fu ucciso una seconda volta nell'Inferno da un Lobo infuriato. Come per tutti i "morti", rischiò di diventare cibo per gli inferi, un tormento dove la fisicalità dei dannati viene utilizzata per risorse generali come materiale da costruzione. Manipolando il suo sangue per formare delle parole, chiese a Zatanna di consegnare la sua anima agli "abissi", un regno a cui l'Inferno non poteva avvicinarsi. Zatanna lo fece, tormentata dall'idea di dover distruggere l'essenza di suo padre.
Suo nipote, Zachary, ora utilizza il nome di Zatara come mago da palcoscenico, arrivando, nel futuro alternativo della linea temporale di Titans Tomorrow, a modellare la sua comparsa scenica e a somigliare a suo zio indossando dei vestiti simili.
In un crossover collegato a La notte più profonda e a Justice League of America vol. 2 n. 39 e 40, Zatara fu rianimato come membro del Corpo delle Lanterne Nere, pronto ad attaccare sua figlia, Zatanna, nella Sala della Giustizia. Zatanna riuscì a bandire le Lanterne Nere, ma fu lasciata psicologicamente abbattuta dall'aver dovuto distruggere suo padre una seconda volta.

## Poteri e abilità
Zatara ha poteri magici pronunciando l'effetto desiderato al contrario ed esso si avvererà. I suoi poteri possono essere ipnotici (es. Ies ni oim eretop che significa Sei in mio potere) per controllare le menti delle persone e animali. Ha poteri che gli permettono di levitare tramite dischi magici (es. Aerc nu ocsid id enoizativel che significa Crea un disco di lievitazione).
Ha poteri elementali (es. Ocouf, Auqca, Arret, Aira, Atsepmet, Aibben...). Può creare campi di forza (es. Opmac id azrof che significa Campo di forza) e ha abilità telecinetiche (Isenicelet). Basta che pronunci ciò che vuole al contrario e si crea un incantesimo. La sua debolezza risiede però nelle parole, infatti se Zatara non può parlare o scrivere, non è in grado lanciare incantesimi.

## Altre versioni
Un altro Zatara fu inserito in un ruolo di supporto nella miniserie Kingdom Come e nel suo seguito The Kingdom. Questo Zatara è il figlio di Zatanna e del mago John Constantine, che fa di lui il nipote dell'originale. Viene descritto come un moderno Harry Houdini, successore della linea dei maghi supereroi". Piuttosto che parlare al rovescio solo per i suoi incantesimi, però, lo fa sempre, cosa che infastidisce i suoi colleghi a non finire.

## Altri media

### Televisione
- La prima raffigurazione del personaggio nei media televisivi avvenne in Batman, in un flashback all'interno della puntata Zatanna dove il personaggio addestrò Bruce Wayne per farne un artista della fuga. Zatara era già morto, in circostanze non specificate, al tempo in cui si svolgeva l'episodio. Zatara fu anche menzionato da Batman come suo mentore nell'arte del ventriloquismo nell'episodio "Read my Lips".
- Compare nuovamente in alcuni episodi della serie animata Young Justice, per la prima volta facendo un cameo nel primo episodio. Avrà ancora un ruolo marginale nell'episodio "Umanità", dove verrà convinto da Black Canary a far entrare sua figlia Zatanna nella squadra di giovani supereroi. Scomparirà definitivamente nell'episodio "Doppia Dimensione" quando, per poter salvare sua figlia dal divenire il ricettacolo del Dottor Fate, prende il suo posto. Vedremo nuovamente comparire il Dottor Fate in altre puntate della serie, ma non verrà mai più menzionato Giovanni Zatara, quindi si può immaginare che non sia mai morto, ma che sia rimasto succube dell'incantesimo di Fate.
- In più, nel contesto di Cartoon Monsoon, Zatara comparve nella voce Zatanna come il padre frustrato del personaggio nominato. La storia fu ambientata durante i dieci anni di Zatanna e prese certe libertà.
- Zatara è nominato numerose volte da sua figlia nell'episodio Desideri, della serie televisiva Smallville. In questo episodio la figlia Zatanna tenta di riportarlo in vita con un incantesimo, ma per farlo dovrebbe sacrificare una vita, che vorrebbe fosse la sua stessa.
- In diverse occasioni (come in Guerra di dei) i criminali usano il ricordo di Zatanna nei confronti di suo padre per farla stare male.

### Cinema
- Giovanni Zatara appare come murale nella Sala della Giustizia nel film del DC Universe (DCU) Superman (2025).